# Pressing Champions League
Pressing Champions League è stato un programma televisivo italiano di approfondimento calcistico e spin-off di Pressing, andato in onda dal 3 marzo 1999 al 29 maggio 2021 in seconda serata sulle reti Mediaset, dedicato al commento delle partite della UEFA Champions League.

## Il programma
Il programma è nato come spin-off del programma Pressing. È andato in onda il martedì e/o il mercoledì in seconda serata, con servizi dedicati al post-partita delle gare della UEFA Champions League, la principale competizione calcistica europea per club. Con questa formula, la trasmissione andò in onda per sette edizioni, fino alla stagione 2005-2006, dopo che la Rai si aggiudicò i diritti TV della Champions League per la stagione 2006-2007. Dal 2019 al 2021 il programma è andato in onda su Italia 1 (ad eccezione della stagione 2020-2021, in cui era andato in onda anche su Canale 5) con la conduzione di Giorgia Rossi.

## Edizioni
| Edizione | Anno      | Rete televisiva | Rete televisiva | Conduzione      | Periodo           | Periodo        |
| Edizione | Anno      | Rete televisiva | Rete televisiva | Conduzione      | Inizio            | Fine           |
| -------- | --------- | --------------- | --------------- | --------------- | ----------------- | -------------- |
| 1ª       | 1999      | Italia 1        | Italia 1        | Massimo De Luca | 3 marzo 1999      | 26 maggio 1999 |
| 2ª       | 1999-2000 | Italia 1        | Italia 1        | Massimo De Luca | 14 settembre 1999 | 24 maggio 2000 |
| 3ª       | 2000-2001 | Italia 1        | Italia 1        | Massimo De Luca | 12 settembre 2000 | 23 maggio 2001 |
| 4ª       | 2001-2002 | Italia 1        | Italia 1        | Massimo De Luca | 10 ottobre 2001   | 15 maggio 2002 |
| 5ª       | 2002-2003 | Italia 1        | Italia 1        | Massimo De Luca | 17 settembre 2002 | 28 maggio 2003 |
| 6ª       | 2003-2004 | Italia 1        | Italia 1        | Massimo De Luca | 16 settembre 2003 | 26 maggio 2004 |
| 7ª       | 2004-2005 | Italia 1        | Italia 1        | Massimo De Luca | 14 settembre 2004 | 25 maggio 2005 |
| 8ª       | 2019-2020 | Italia 1        | Italia 1        | Giorgia Rossi   | 17 settembre 2019 | 23 agosto 2020 |
| 9ª       | 2020-2021 | Italia 1        | Italia 1        | Giorgia Rossi   | 20 ottobre 2020   | 29 maggio 2021 |
| 9ª       | 2020-2021 | Canale 5        | Italia 1        | Giorgia Rossi   | 20 ottobre 2020   | 29 maggio 2021 |

## Programmazione
| Edizione | Rete televisiva | Rete televisiva | Anno      | Programmazione | Programmazione | Programmazione | Programmazione | Programmazione | Programmazione | Programmazione | Collocazione   |
| Edizione | Rete televisiva | Rete televisiva | Anno      | L              | M              | M              | G              | V              | S              | D              | Collocazione   |
| -------- | --------------- | --------------- | --------- | -------------- | -------------- | -------------- | -------------- | -------------- | -------------- | -------------- | -------------- |
| 1ª       | Italia 1        | Italia 1        | 1999      |                |                |                |                |                |                |                | Seconda serata |
| 2ª       | Italia 1        | Italia 1        | 1999-2000 |                |                |                |                |                |                |                | Seconda serata |
| 3ª       | Italia 1        | Italia 1        | 2000-2001 |                |                |                |                |                |                |                | Seconda serata |
| 4ª       | Italia 1        | Italia 1        | 2001-2002 |                |                |                |                |                |                |                | Seconda serata |
| 5ª       | Italia 1        | Italia 1        | 2002-2003 |                |                |                |                |                |                |                | Seconda serata |
| 6ª       | Italia 1        | Italia 1        | 2003-2004 |                |                |                |                |                |                |                | Seconda serata |
| 7ª       | Italia 1        | Italia 1        | 2004-2005 |                |                |                |                |                |                |                | Seconda serata |
| 8ª       | Italia 1        | Italia 1        | 2019-2020 |                |                |                |                |                |                |                | Seconda serata |
| 9ª       | Italia 1        | Italia 1        | 2020-2021 |                |                |                |                |                |                |                | Seconda serata |
| 9ª       | Canale 5        | Italia 1        | 2020-2021 |                |                |                |                |                |                |                | Seconda serata |

## Spin-off
- Champions League LIVE, spin-off di Pressing Champions League in onda dal 2020 al 2024 su Canale 5 e Italia 1, da cui nacque nel 2021 lo spin-off Coppa Italia LIVE.